# Mohamed Ali
Pour les articles homonymes, voir Mohammed Ali et Clay.
Muhammad Ali — en français, plus souvent écrit Mohamed Ali — né le 17 janvier 1942 à Louisville dans le Kentucky, appelé Cassius Clay jusqu'en 1964 et mort le 3 juin 2016 à Scottsdale en Arizona, est un boxeur américain évoluant en catégorie poids lourds, considéré comme un des plus grands boxeurs de tous les temps, surnommé The Greatest, et comme une icône culturelle, à la fois adulée et vilipendée.
Cassius Clay accède à la notoriété internationale à 18 ans en remportant la médaille d'or des poids mi-lourds aux Jeux olympiques d'été de 1960 à Rome. En 1964, il remporte le championnat du monde des poids lourds face à Sonny Liston.
La même année, à l'âge de 22 ans, après son adhésion à l'organisation Nation of Islam, il change son nom de naissance, Cassius Marcellus Clay, Jr. en Cassius X puis Muhammad Ali.
En 1967, Mohamed Ali est critiqué pour son refus d'être enrôlé dans l'armée américaine lors de la guerre du Viêt Nam qu'il justifie en disant : « Aucun Vietcong ne m'a jamais traité de nègre ». Arrêté et reconnu coupable de fraude, il n'est pas emprisonné, mais dépossédé de son titre mondial et de sa licence de boxe pendant près de quatre ans, jusqu'à ce que son appel soit finalement reçu par la Cour suprême des États-Unis.
Premier triple champion du monde poids lourds, Mohamed Ali a participé à plusieurs des plus grands combats de l'histoire de la boxe, dont trois contre Joe Frazier et le combat du siècle, le 30 octobre 1974 à Kinshasa devant environ 100 000 spectateurs, où il vainc George Foreman par K.O. au 8e round.
Mohamed Ali est également connu pour son style de combat peu orthodoxe pour un poids lourds, incarné par son slogan « vole comme un papillon, pique comme une abeille » et employant des techniques telles que le « Shuffle Ali », le « rope-dope », ainsi que, en amont du combat, le « trash-talking » (en haranguant ses adversaires, il mène à leur encontre une véritable « guerre psychologique » et médiatique, pour les déstabiliser).
Grâce à ses compétences et sa personnalité hors du commun, Mohamed Ali est devenu un des athlètes les plus célèbres dans le monde entier. Élu à six reprises meilleur boxeur de l'année par Ring Magazine (un record) et intégré à l'International Boxing Hall of Fame, Ali est considéré comme l'un des plus grands boxeurs de l'histoire.
En 1999, il est couronné « Sportif du siècle » par Sports Illustrated et « Personnalité sportive du siècle » par la BBC,. Il est nommé sportif du XXe siècle par une assemblée de journalistes internationaux, précédant Pelé. Il reçoit, à Berlin en mars 2005, la médaille de la paix Otto Hahn,, au nom de l'Organisation des Nations unies « pour son engagement en faveur du mouvement américain contre la ségrégation et pour l'émancipation culturelle des Noirs à l'échelle mondiale ». Il est décoré en 2005 de la médaille présidentielle de la Liberté, la plus haute distinction civile aux États-Unis.
Au-delà de ses performances sportives, il atteint une notoriété inégalée chez un sportif par son goût du spectacle, sa personnalité provocatrice, ses prises de positions religieuses et politiques, puis son destin personnel. Il est atteint de la maladie de Parkinson à partir de 1984, qu'il expose devant le monde entier lorsqu'il allume la vasque olympique à Atlanta pour les Jeux olympiques d'été de 1996.
Il meurt le 3 juin 2016 à l'âge de 74 ans, à la suite de problèmes respiratoires.

## Biographie

### Généalogie
L’arrière-grand-père de Mohamed Ali était Irlandais : Abram « Abe » Grady. Il vivait dans la ville d'Ennis jusqu’à ce qu’il immigre aux États-Unis (Kentucky) en 1860. Sur place, il épousa une ancienne esclave noire, Susan « Susie » Walker. De leur union naquit le grand-père de Mohamed Ali, John Lewis Grady Sr., qui à son tour eut Odessa Lee Grady Clay, la mère du boxeur.

### Enfance, formation et débuts
Cassius Marcellus Clay, Jr naît le 17 janvier 1942 à Louisville dans le Kentucky, d’Odessa Lee Clay (en) (1917-1994) et de Cassius Marcellus Clay Sr. (en) (1912-1990). Il grandit dans un quartier noir de Louisville. Sa mère travaille comme femme de ménage et comme cuisinière des familles blanches aisées et son père vend des gravures religieuses et commerciales.
Sans être riches, les Clay peuvent donner une éducation correcte à leurs enfants. Alors qu’il est âgé de 12 ans, en 1954, le jeune Cassius Clay est victime d’un vol de bicyclette. Énervé, il rencontre un policier, Joe E. Martin (en), à qui il fait part de son intention d’infliger une correction au voleur. Le policier lui dit qu’il ferait mieux de commencer par apprendre à boxer. Le jour suivant, Cassius suit son conseil et commence à prendre des cours de boxe sous la houlette de Martin. Quelques semaines plus tard, il dispute son premier combat et remporte sa première victoire. Ali mettra au crédit de Martin de lui avoir appris à voler comme un papillon et piquer comme une abeille.
Durant son enfance, il fréquente l’église baptiste du mont Sion. Il se fait baptiser à 12 ans.

### Carrière de boxeur

#### Boxeur amateur
Vainqueur en amateur des National Golden Gloves dans la catégorie mi-lourds en 1959, puis en poids lourds l'année suivante, il remporte la médaille d'or des poids mi-lourds aux Jeux olympiques d'été de 1960 à Rome. Il passe alors professionnel sous la tutelle d'Angelo Dundee et se fait rapidement connaître pour son style peu orthodoxe, ses résultats spectaculaires et son auto-promotion incessante. Il se fait connaître sous le surnom de « Louisville Lip » (la lèvre de Louisville) en composant des poèmes prédisant à quelle reprise il mettrait son adversaire K.O. Il n'hésitait pas à chanter ses propres louanges avec des phrases telles que « Je suis le plus grand » ou « Je suis jeune, je suis mignon et je suis totalement imbattable ». Il conservera pendant toute sa carrière ce verbe haut qui est une de ses plus grandes caractéristiques.

#### Débuts professionnels

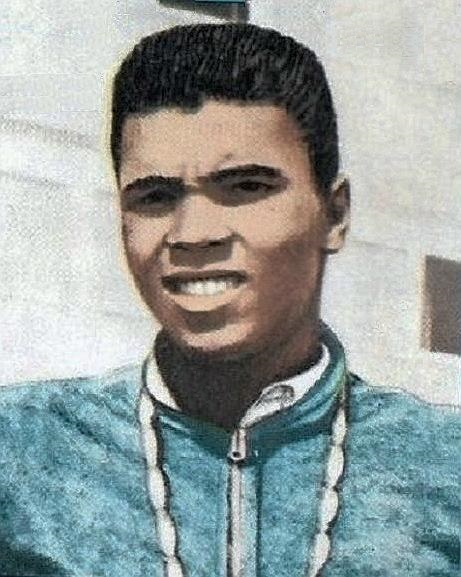
Le jeune Cassius Clay lors des Jeux olympiques d'été à Rome (1960).

À Louisville, le 29 octobre 1960, il gagne aux points son premier combat professionnel contre Tunney Hunsaker. Clay part ensuite pour la Floride avec son entraîneur Angelo Dundee. Le jeune médaillé d'or de 19 ans remporte quelques victoires et va même jusqu'à réaliser une exhibition contre l'ex-champion du monde Ingemar Johansson qui prépare son troisième combat contre Floyd Patterson. Cassius repart ensuite dans son fief de Louisville et continue à vaincre tous ses adversaires.
En 1962, alors qu'il n'est âgé que de 20 ans, sa notoriété commence à se répandre à travers l'Amérique. Cassius Clay boxe pour la première fois dans les villes de New York et Los Angeles. Le 15 novembre, il remporte un succès tonitruant contre Archie Moore en quatre rounds. Clay avait prédit avant le combat qu'il stopperait son adversaire à la 4e reprise.
L'année 1963 lui ouvre la voie jusqu'au titre de champion du monde. Il gagne aux points avec difficulté contre Doug Jones dans ce qui va devenir le combat de l'année et fait à nouveau parler de lui en obligeant l'arbitre à arrêter son combat contre Henry Cooper pour blessure au 5e round, Cooper qui avait néanmoins au round précédent envoyé Clay à terre.
Nommé boxeur de l'année 1963, Clay devient naturellement l'outsider du champion du monde Sonny Liston ; malgré dix-neuf victoires dont quinze par K.O. et aucune défaite, le boxeur de Louisville n'est pas considéré comme un adversaire capable de vaincre Liston, jugé alors comme invincible.

#### Les combats contre Sonny Liston

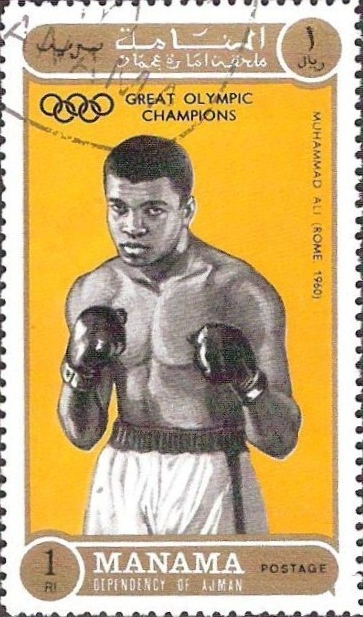
Mohamed Ali (1960).

Le 25 février 1964 à Miami, le public s'attend à une formalité pour le tenant du titre. À la surprise générale, Liston est dominé par un Clay énergique qui se sert avec brio de sa rapidité et de son jeu de jambes parfait, imposant son style à un champion furieux qui ne trouve pas de solution. Liston se blesse à l'épaule à force d'envoyer ses coups dans le vide et ses hommes de coin sont obligés de lui appliquer une pommade puissante. Le challenger recueille involontairement de cette pommade en frappant Liston et se frottant ensuite les yeux avec ses gants. Sa vision diminuée permet à Liston de refaire surface au 5e round et de traquer son adversaire d'un coin à l'autre du ring. Une fois la tempête passée, Clay repart à l'attaque dans le sixième round et se déchaîne. À l'appel de la 7e reprise, le champion épuisé et blessé à l'épaule abandonne. Cette victoire en six rounds contre le plus puissant puncheur de l'époque (1,84 m pour 99 kg) est le plus grand combat d'Ali dans les années 1960. La qualité de ses feintes et de ses enchaînements firent à nouveau de lui le gagnant du combat de l'année. Des suspicions de fraude concernant ce match ne sont toutefois pas à écarter.
La revanche, le 25 mai 1965 à Lewiston dans le Maine, est particulièrement controversée. À la suite d'un jab manqué, Liston est contré par un direct du droit d'Ali (son fameux « phantom punch » pour les sceptiques ou « anchor punch » pour Ali lui-même) et tombe à terre. Attendant le compte de l'arbitre, Liston reste à terre et se relève trop tard, l'arbitre étant trop occupé à ramener dans le coin neutre un Ali qui fanfaronnait autour du ring. Le combat reprend quelques instants avant que l'arbitre informé de son erreur par le chronométreur ne mette fin au combat (Liston était encore à terre après dix secondes). Le public siffle les deux boxeurs ; les journalistes accusent Liston de s'être « couché » dans ce combat prétendument truqué.

#### Cassius Clay devient Mohamed Ali

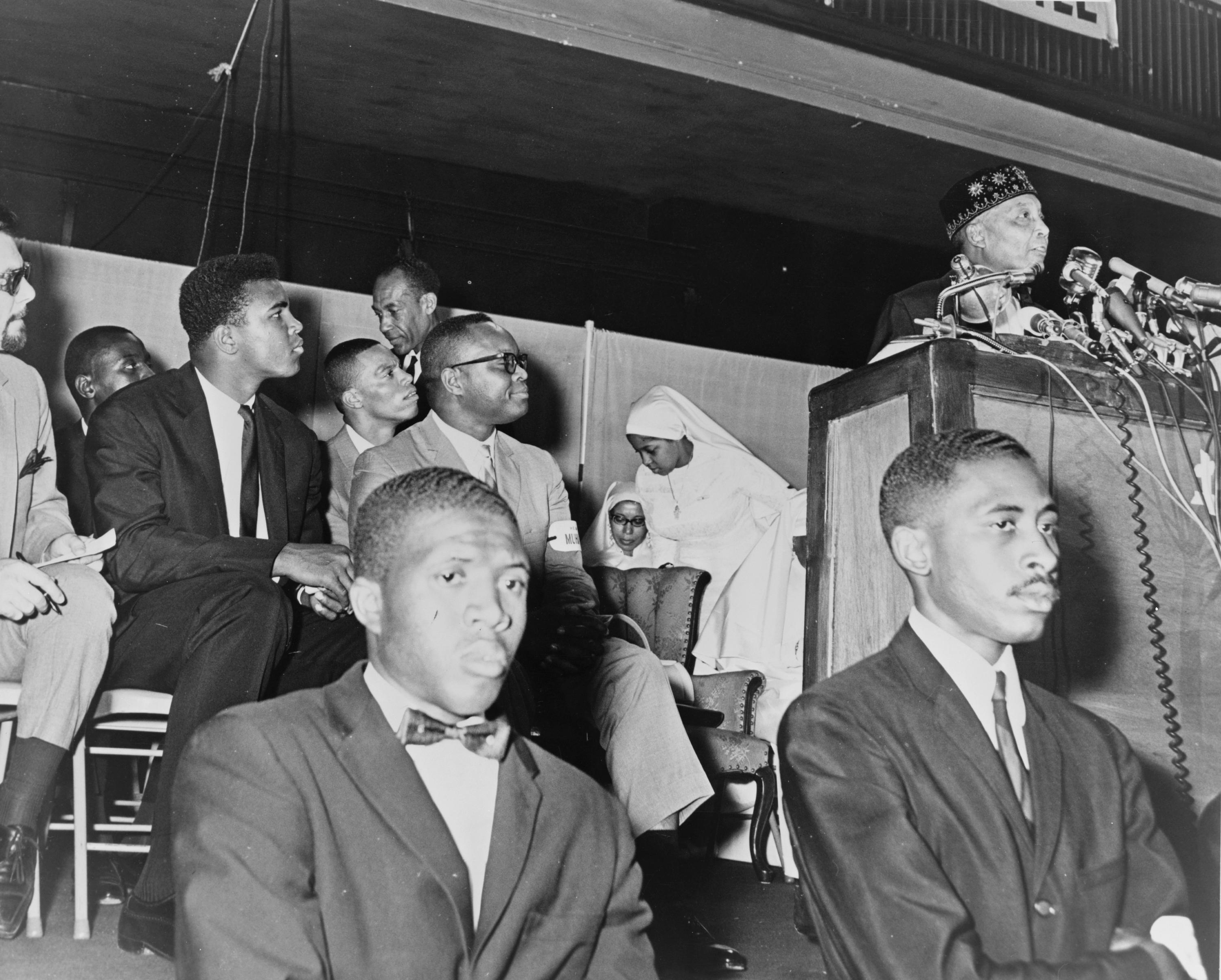
Mohamed Ali à un meeting d'Elijah Muhammad, imam afro-américain et dirigeant de l'organisation politico-religieuse Nation of Islam (1964).

Entre les deux matchs, il devient également célèbre pour des raisons dépassant le domaine sportif : il rejoint l'organisation Nation of Islam (« Nation de l'islam ») et change son nom en Cassius X, la lettre X faisant référence au rejet de son nom d'esclave en l'absence de son véritable nom d'origine africaine, pratique courante au sein de cette organisation. Malcolm X fut le seul musulman à le soutenir avant son premier combat contre Liston (Malcolm X a d'ailleurs assisté au premier combat), puis il reçoit le nom de « Mohamed Ali » de la part d'Elijah Muhammad, chef du mouvement.
Une lutte de pouvoir s'engage autour d'Ali entre Elijah et Malcolm X. Finalement, Ali tourne le dos publiquement à Malcolm lors d'un voyage au Nigeria en 1964 et est managé par Herbert Muhammad, le propre fils d'Elijah. La notoriété du boxeur profitera à la Nation of Islam. Ali se rend en Égypte en 1964 et est accueilli par son président, Gamal Abdel Nasser, comme l'ambassadeur de la communauté noire des États-Unis. Ce n'est qu'après l’assassinat de Malcolm X en 1965 qu'il regrettera son geste. Ali quitte la Nation de l'Islam pour se convertir à l'islam sunnite en 1975. Dans une autobiographie écrite en 2004 avec sa fille Hana Yasmeen Ali, Mohamed Ali attribue sa conversion à l'islam sunnite à la prise du contrôle de Nation of Islam par Warith Deen Muhammad, le fils d'Elijah Muhammad, après la mort de ce dernier en 1975.

#### Champion incontesté
Du 25 février 1964 au 20 juin 1967, Ali domine incontestablement la catégorie des lourds comme Joe Louis et Rocky Marciano avant lui. Après sa seconde victoire contre Liston, il fait une dizaine d'exhibitions à travers le monde en compagnie de ses deux sparring partners (partenaires d'entraînement) : Jimmy Ellis et Cody Jones. Le 22 novembre 1965, à Las Vegas, il affronte l'ancien champion Floyd Patterson qui avait subi de graves revers contre Sonny Liston (perdant deux fois au premier round). Le champion conserve son titre au bout de douze rounds et envoie le challenger au sol à plusieurs reprises.
Alors que traditionnellement le champion fait deux combats par an, Ali combat cinq fois en 1966. Il bat aux points le Canadien George Chuvalo à Toronto en mars, puis retrouve en mai Henry Cooper, le boxeur qui l'avait envoyé à terre, et le met K.O. à Londres. Toujours dans cette ville, il dispose de Brian London en trois rounds le 6 août, bat le champion allemand Karl Mildenberger à Francfort le 10 septembre et finit l'année par un K.O. contre Cleveland Williams à Houston.
La fédération WBA qui n'apprécie pas les positions politiques d'Ali, et prend prétexte de l'illégalité de son combat revanche contre Liston pour lui retirer sa ceinture, sans son accord, et sacrer Ernie Terrell champion du monde. Le titre est pour la première fois divisé. Ali reste cependant le champion incontesté et conserve sa ceinture WBC. Il récupère le titre WBA le 6 février 1967 dans un combat de réunification à Houston contre Ernie Terrell. Ali regagne aisément son titre, mais ne parvient pas à briser Terrell qui, la garde haute, tiendra jusqu'au bout des quinze rounds. Le 6 mars, Ali met ensuite K.O. Zora Folley, un puncheur jugé dangereux pour le champion.
Ses problèmes judiciaires à propos de son incorporation dans l'armée américaine l'empêchent de participer à un autre championnat du monde. Il ne peut qu'accomplir une exhibition à Détroit le 15 juin. C'est sa dernière apparition sur le ring avant 1970.
En 1969, il participe au combat The Super Fight, un combat virtuel contre Rocky Marciano.

#### Objecteur de conscience opposé à la guerre du Vietnam et interdit de ring

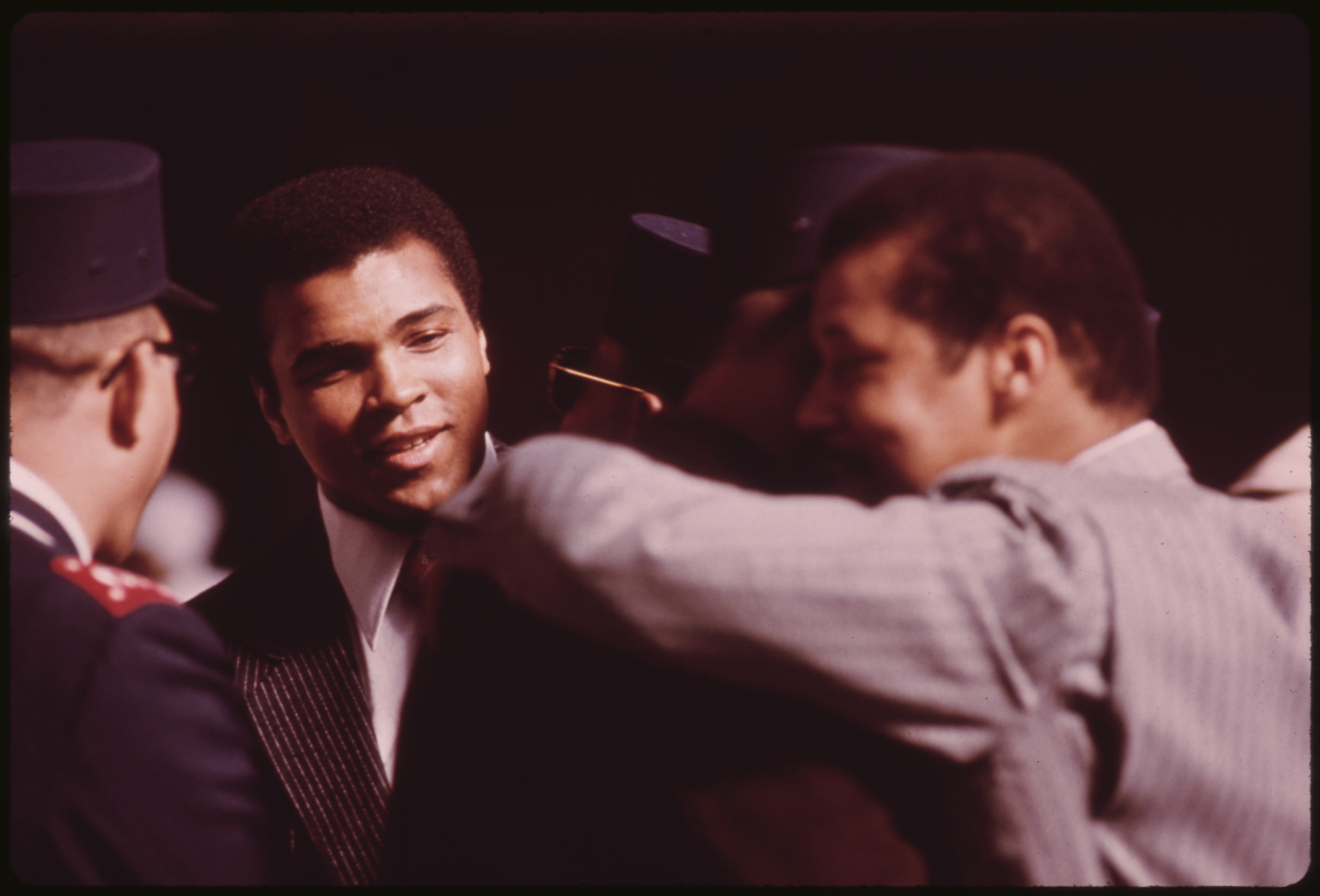
Mohamed Ali participe à un service de la Nation of Islam (mars 1974).

En 1966, il refuse de servir dans l'armée américaine engagée dans la guerre du Viêt Nam et devient objecteur de conscience. Il argumente qu'il n'a « rien contre le Viêt Nam » et qu'« aucun Viet Cong ne m'a jamais traité de nègre », propos un temps traités d'apocryphes mais qu'il a réellement prononcés. Le 28 avril 1967, il refuse symboliquement l'incorporation dans un centre de recrutement. Le 8 mai, il passe en justice. Le 20 juin, il est condamné à une amende de 10 000 dollars et à cinq ans d'emprisonnement, il perd sa licence de boxe et son titre. Ali fait appel, il n'ira pas en prison, mais aura des problèmes financiers jusqu'à ce que son affaire soit résolue par la Cour suprême en 1971.
Les prises de position d'Ali contre le service militaire ou sa conversion à l'islam le transforment d'un champion fier, mais populaire en l'une des personnalités les plus connues et controversées de son époque. Ses apparitions publiques aux côtés des dirigeants de la Nation of Islam Elijah Muhammad et Malcolm X ainsi que ses déclarations d'allégeance à leur cause au moment où l'opinion américaine les considère avec circonspection, quand ce n'est pas avec hostilité, font également d'Ali une cible d'indignation et de suspicion. Il paraît même parfois provoquer de telles réactions en soutenant des opinions allant du support aux droits civiques jusqu'au soutien sans réserve à la lutte contre la ségrégation raciale.

#### Retour et première défaite

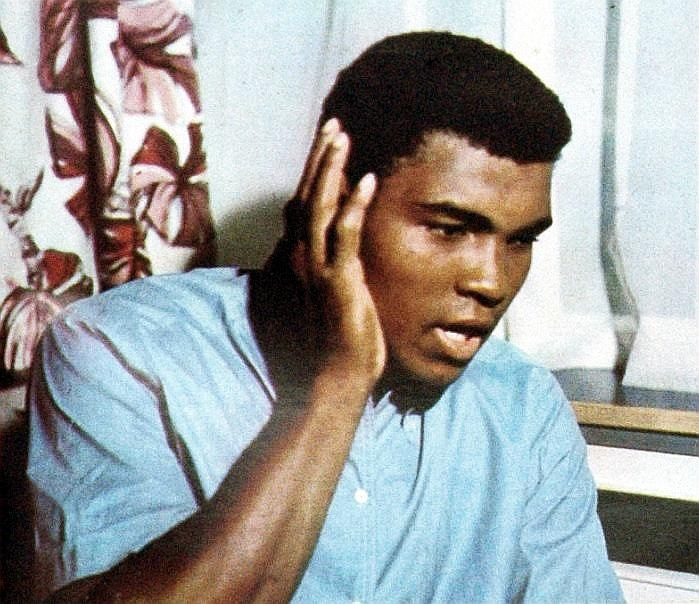
Mohamed Ali (fin 1970).

En 1970, Ali renonce officiellement à son titre, permettant à Joe Frazier, nouvelle étoile montante de la catégorie, de réunifier le titre aux dépens de Jimmy Ellis. Il remporte son procès devant la Cour suprême des États-Unis, qui lui reconnaît le droit de refuser le service militaire. Il récupère alors sa licence et reprend la boxe.
Après quelques combats d'exhibition, Ali fait son retour contre le grand espoir blanc Jerry Quarry qu'il bat en trois rounds, en neuf minutes, le 26 octobre, sur le ring du Civic Auditorium à Atlanta. Il reçoit un million de dollars pour ce match contre 500 000 dollars pour Jerry Quarry. La moitié de ses gains iront néanmoins pour les impôts. Le gouverneur de Géorgie, Lester Maddox, un raciste notoire, avait lutté jusqu'à la dernière minute pour empêcher le match d'avoir lieu,.
Pour se préparer à combattre le champion Joe Frazier, Ali affronte l'Argentin Oscar Bonavena le 7 décembre à New York en quinze rounds pour le titre de champion d'Amérique du Nord NABF. Il affronte ainsi un boxeur n'ayant jamais été mis KO pour être capable de tenir sans faiblir contre Frazier dont le menton est connu comme l'un des plus solides de la catégorie. Avant le 15e round, Bonavena est en retard aux points pour les trois juges. Un crochet gauche d'Ali l'envoie à terre. Bonavena se relève, mais est mis encore deux fois au tapis et perd finalement par K.O. technique.

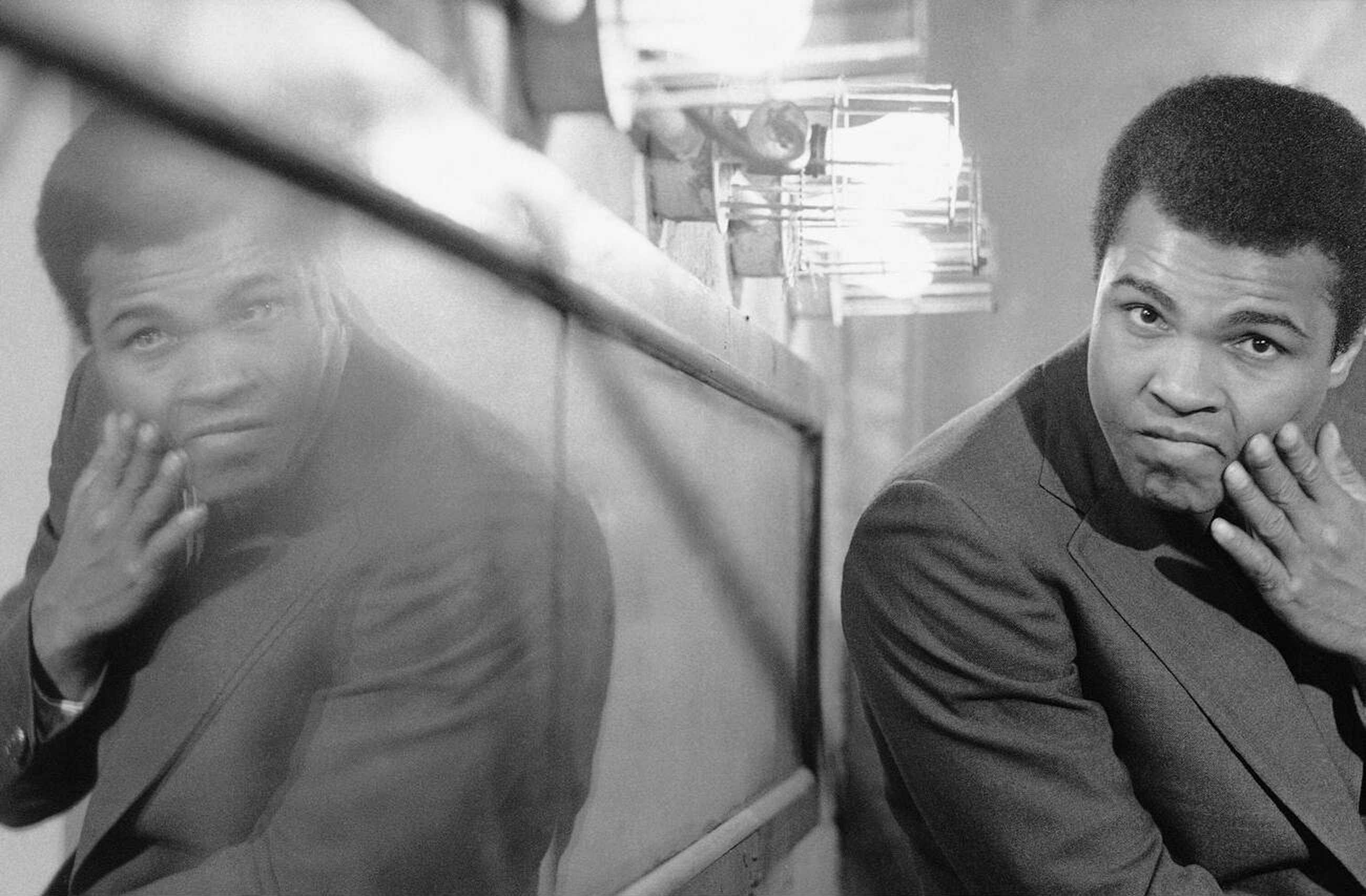
Photo de presse de Mohamed Ali après sa défaite contre Joe Frazier (mars 1971).

Suit le combat contre Frazier. Ali prenant le risque de se mesurer à un boxeur de très haut niveau après trois ans d'absence des rings. Très attendu et médiatisé, ce combat est surnommé « le combat du siècle ». Premier championnat du monde entre deux champions invaincus totalement opposés dans le style, il est le premier des grands affrontements qui marqueront l'histoire de la boxe dans les années 1970.
La rencontre a lieu le 8 mars 1971 au Madison Square Garden de New York. Cet affrontement est la première défaite d'Ali, « sûr de son bon droit, et qui pensait sa reconquête du titre légitime », ainsi qu'il l'écrira plus tard dans son autobiographie L'Âme du papillon, en ajoutant qu'il avait sous-estimé Joe Frazier, pensant que le boxeur de Philadelphie serait bien moins motivé que lui.
Ali remporte les premiers rounds, mais ne trouve pas de solutions probantes face à ce spécialiste du corps à corps qu'est Frazier, qui lui impose son style avec ses lourds crochets. Ali met un genou à terre au 11e round et au 15e et dernier round, il se fait surprendre par Frazier qui lui décoche son coup favori, le crochet gauche. Touché au visage, Ali tombe au sol et se relève à quatre reprises pour reprendre le combat, qu'il perd finalement aux points. Cette première défaite met fin à son souhait de finir invaincu comme Rocky Marciano, Ali en voudra toujours à Frazier d'avoir brisé son rêve.
La Cour suprême l'innocente définitivement le 28 juin 1971. Les huit juges l'acquittent à l'unanimité.

#### La longue route vers la reconquête du titre
Après s'être remis de sa défaite, Ali, accomplit quatorze combats et trente-neuf combats d'exhibition entre le 25 juin 1971 et le 30 octobre 1974. Le but était de revenir au plus haut niveau par une activité pugilistique intense et d'engranger assez de victoires pour être désigné challenger mondial numéro 1.
Durant cette période, Ali affronte les meilleurs boxeurs américains pour le titre de champion d'Amérique du Nord, tels que Jimmy Ellis (son ancien sparring partner), Buster Mathis, Jürgen Blin, Mac Foster, Bob Foster (champion du monde des mi-lourds) et Joe Bugner.
Il en profite pour affronter à nouveau George Chuvalo, Jerry Quarry et Floyd Patterson (qui tout de suite après prendra sa retraite). Ali boxe autour du monde : des combats à Zurich, Tokyo, Vancouver, Dublin et Jakarta et des exhibitions à Caracas, Buenos Aires ou Barcelone.
En 1973, sa carrière connaît un coup d'arrêt : le 22 janvier à Kingston, Jamaïque, Joe Frazier est détruit en deux rounds et va au tapis à 6 reprises contre George Foreman, terrible colosse et nouveau roi des lourds. Dans son autobiographie, Ali raconte qu'il était obligé de vaincre les deux hommes pour assurer à nouveau sa suprématie sur la catégorie. Mais le plus dur arrive pour lui le 31 mars à San Diego contre Ken Norton. Le boxeur californien lui brise la mâchoire au 2e round, Ali, handicapé par la douleur, tient jusqu'à la douzième et dernière reprise, mais est déclaré perdant sur la décision de deux juges sur trois. Une deuxième défaite devant un adversaire doué mais qui dispose surtout d'une plus grande allonge que Joe Frazier,,, fait de facto qu'Ali se retrouve avec un 3e boxeur coriace à vaincre pour retrouver le sommet.

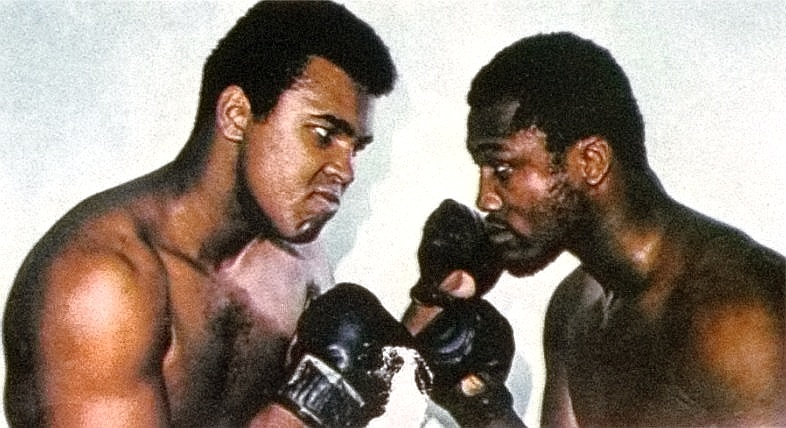
Mohamed Ali et Joe Frazier (janvier 1974).

Ali choisit d'affronter ces trois boxeurs du plus « facile » au plus « dur ». Tout d'abord Norton. Ali prend sa revanche le 10 septembre 1973 à Los Angeles (et non à San Diego, afin de priver Norton des supporters de sa ville natale). Ali gagne de justesse aux points. Il prend ensuite sa revanche aux points contre Frazier le 28 janvier 1974 au Madison Square Garden de New York. Ali, qui s'est astreint à un rythme de combats élevé depuis leur première rencontre, fera bien meilleure impression que l'ex champion en manque d'activité. Ali et Frazier en viendront aux mains devant les caméras lors d'une émission de télévision. Depuis, leur rivalité est restée légendaire.
Il lui reste à présent à accomplir le plus dur : reprendre le titre à George Foreman, impitoyable puncheur invaincu en quarante combats, dont trente-sept par K.O.

#### La reconquête du titre

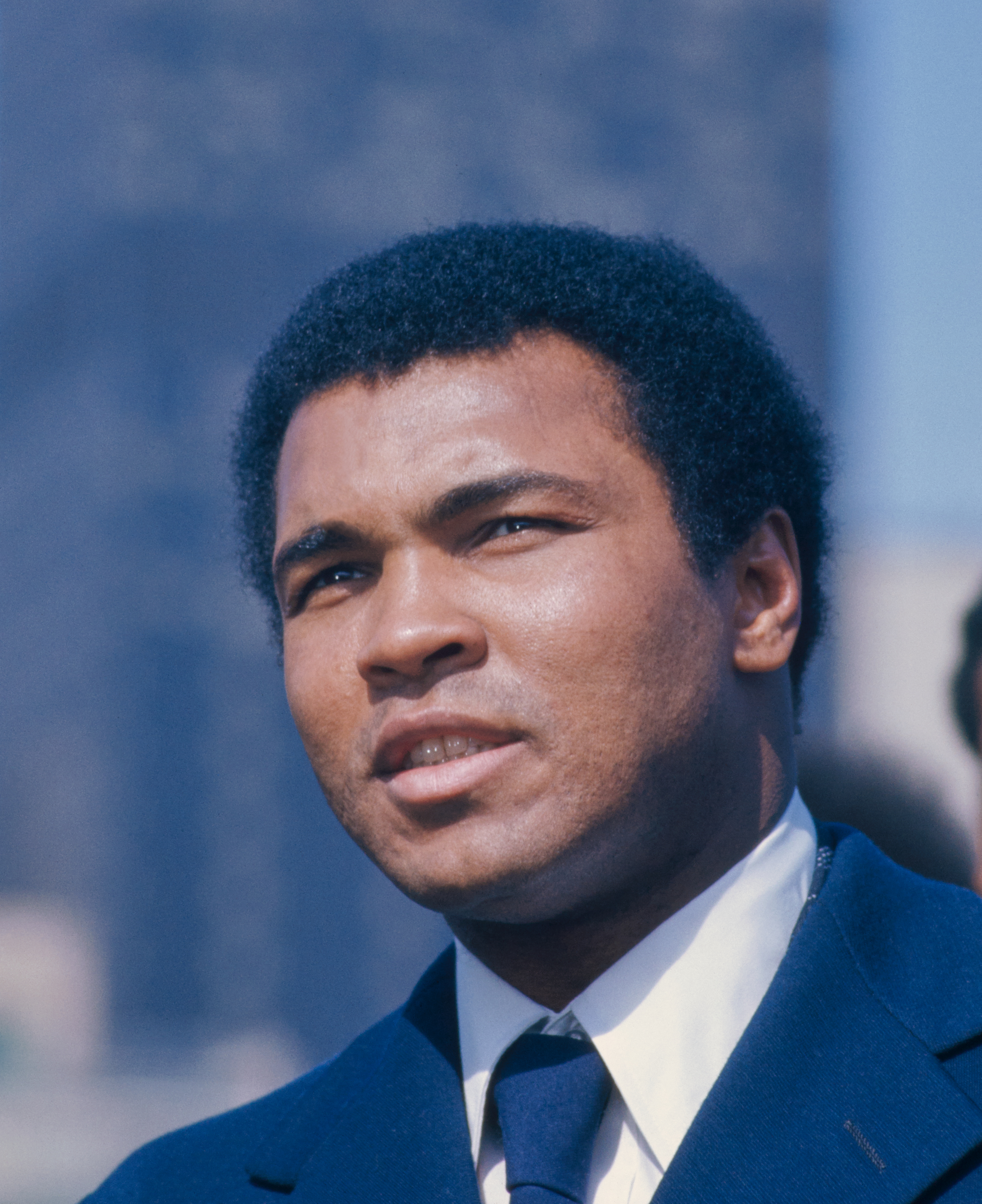
Muhammad Ali par Bernard Gotfryd, vers 1975

Un nouveau promoteur de boxe organise la rencontre entre les deux adversaires dans l’actuel Stade Tata-Raphaël (baptisé « Stade du 20 mai » à l’époque), à Kinshasa, au Zaïre, actuelle République démocratique du Congo. Don King, qui s'imposera ensuite comme le plus important promoteur de boxe de la fin du XXe siècle, offre au champion et au challenger cinq millions de dollars américains chacun (une somme record à l'époque) qu'il a obtenus auprès du dictateur Mobutu Sese Seko qui souhaite, par ce combat, faire la promotion de son pays.
La presse donne peu de chance à Ali de venir à bout de Foreman qui, de façon expéditive et brutale, a gagné contre Frazier et Norton, les deux seuls hommes à avoir vaincu Ali, et si celui-ci a pris sa revanche, il ne l'a pas fait par K.O.
Étudiant avec soin le style de Foreman, il trouve son point faible : le manque d'endurance (le champion ayant gagné l'essentiel de ses combats dans les premiers rounds, Ali comprend qu'il lui faut tenir et faire durer l'affrontement). Ali parcourt la capitale et le bord du fleuve Congo en courant pour renforcer son endurance sous les acclamations du public qui scande « Ali Bomayé! » (« Ali tue-le ») alors que Foreman se contente de s'entraîner en frappant au sac et en martyrisant ses sparring partners. Ali s'entraîne à encaisser des coups violents avec son ami Larry Holmes (qui, par la suite, deviendra champion) et lance une opération de désinformation envers Foreman en faisant croire à tout le monde qu'il allait vaincre par sa vitesse et sa mobilité. Ali devient rapidement le favori de la foule de Kinshasa pour son action envers la cause des Noirs, ce qui vexera Foreman.
Surnommé « The Rumble in the Jungle », le combat a lieu le 30 octobre 1974. Ali, dont le meilleur coup est le jab et dont le principal atout est la mobilité, reste la majeure partie du combat dans les cordes et surprend Foreman en lui envoyant, dans les premiers rounds, plus de directs du droit que du gauche. La garde haute, encaissant avec douleur les coups violents du champion et rebondissant contre les cordes, Ali résiste, riposte par de nombreux enchaînements, qui épuisent et marquent Foreman, obligé à combattre plus de cinq rounds. Le visage enflé par les coups d'Ali, il tombe au 8e round après avoir encaissé une énième série de coups. Compté K.O., il se relève une seconde trop tard. Ali reprend ainsi son titre dix ans après son premier combat contre Liston.
Ce fut sa plus grande victoire tactique, qui fut récompensée comme combat de l'année, et Ali fut nommé une fois de plus « boxeur de l'année ». Il a également reçu la Hickok Belt de 1974 récompensant le meilleur athlète professionnel de l'année, ainsi que le trophée du sportif de l'année du magazine Sports Illustrated.

#### L'apogée
En 1975 et 1976, il effectue quatre combats par an, toujours dans le souci de se maintenir au plus haut niveau.
En 1975, il est à nouveau boxeur de l'année et atteint son apogée par sa troisième rencontre contre son éternel rival Joe Frazier (de nouveau élu combat de l'année). Cependant, les quatre adversaires qu'il rencontre cette année-là réussissent tous à l'ébranler à leur façon. Ali commence l'année contre Chuck Wepner à Cleveland, un combat de rentrée facile contre un adversaire anonyme destiné à être vaincu en trois rounds. Pourtant, Wepner étonne tout le monde en n'étant arrêté qu'au 15e round par K.O. après avoir résisté avec hargne et s'être permis le luxe d'envoyer Ali à terre (Sylvester Stallone, alors inconnu, assista au match, ce qui lui donnera l'idée de créer le film Rocky qui sortira l'année suivante).
Ali pense venir à bout sans dommage de Ron Lyle le 16 mai, un boxeur à la carrure semblable à celle de Foreman. Il réutilise la même technique qu'au Zaïre mais le challenger ne tombe pas dans le piège et l'oblige à boxer au centre du ring. Il s'impose toutefois par arrêt de l'arbitre au 11e round. La revanche contre Joe Bugner en Malaisie ne lui apporte rien, Bugner restant toujours aussi solide.
Finalement, la bataille contre Frazier le 1er octobre 1975 à Manille, aux Philippines, le Thrilla in Manila, sera son plus intense duel.
À l'approche du combat, le champion en rajoute en provocation et attise la colère de Frazier. Dans une fournaise de 49 degrés, Frazier se montre plus acharné qu'auparavant. Particulièrement violent, cet affrontement sera qualifié par les deux boxeurs d'état le plus proche de la mort. Ali domine le début du combat, mais baisse de rythme sous les coups de Frazier, qui le travaille au corps. Après un passage à vide où il semble au bord de l'évanouissement, Ali réussit à prendre l'avantage dans les 13e et 14e rounds. Dans la minute de repos avant le dernier round, Eddie Futch, entraîneur de Frazier, oblige son boxeur particulièrement atteint au visage à abandonner. Peu après, Ali subit un bref malaise avant de quitter le ring. Après ce match, Ali reconnaîtra Frazier comme étant un très grand boxeur et arrêtera ses provocations. Il présentera même ses excuses au fils de Frazier pour toutes les menaces et insultes qu'il avait pu dire au clan Frazier. Cependant, Frazier ne pardonnera jamais Ali pour tout le tort causé même si, en 1988, dans un documentaire consacré aux champions des années 1970, ils se réconcilient et se provoquent avec amusement en allant jusqu'à faire semblant d'engager leur quatrième combat et en réclamant d'urgence un arbitre. Ils apparaissent aussi dans des émissions (notamment The Dick Cavett Show) riant et plaisantant ensemble.

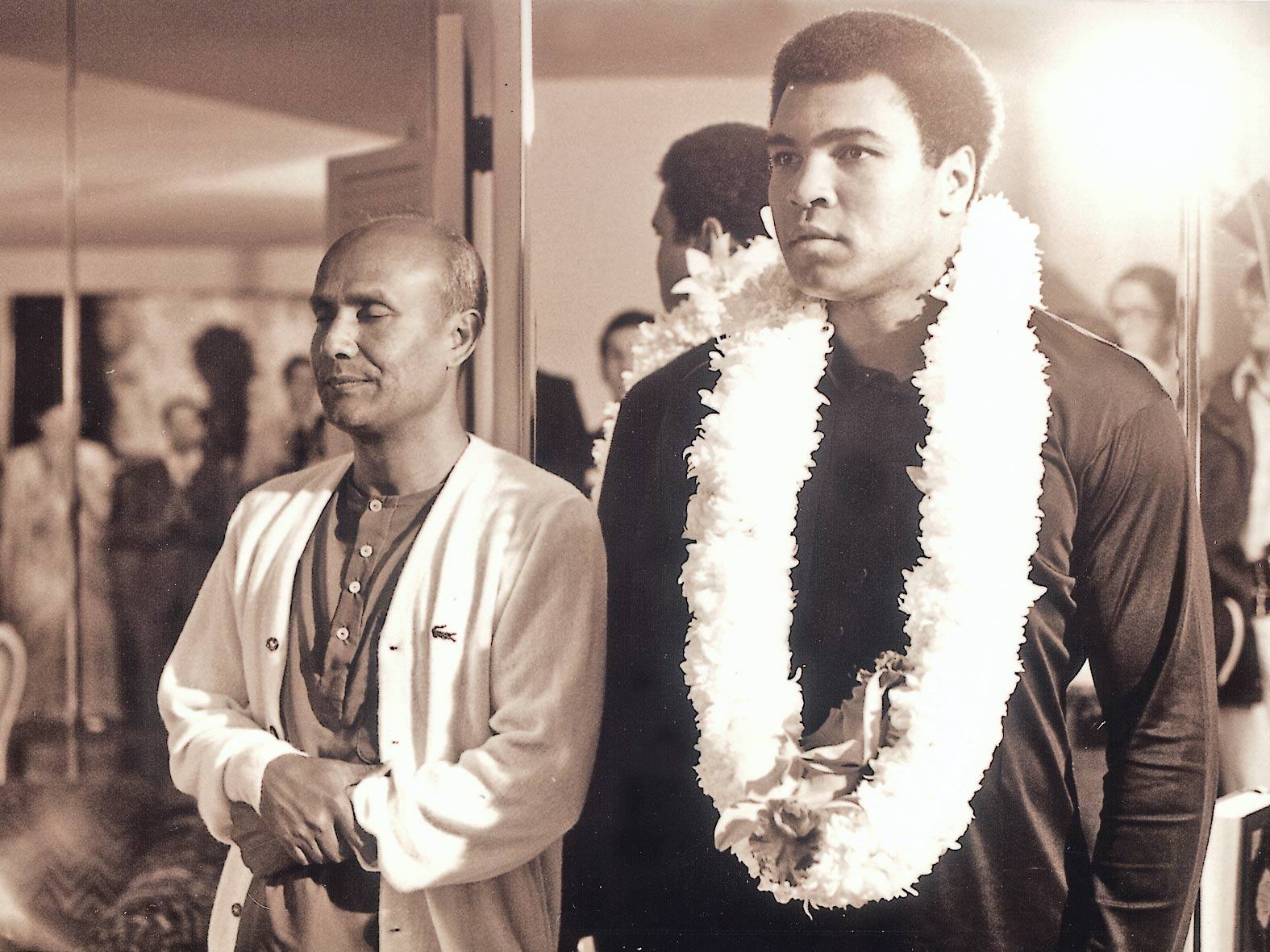
Mohamed Ali et Sri Chinmoy (septembre 1977).

Après les combats intenses de 1974 et 1975, Ali baisse de régime. En 1976, il met K.O. deux faire-valoir (ses dernières victoires avant la limite), dont le Belge Jean-Pierre Coopman, le 20 février, par KO au 5e round, et ne remporte qu'un seul succès appréciable contre le jeune Jimmy Young. La polémique arrive à la fin de l'année lors de son troisième affrontement contre Ken Norton. Ali est déclaré vainqueur aux points après un combat serré qui fut qualifié par la presse comme l'un des plus grands vols de l'histoire de la boxe. En apprenant la décision à la fin du combat, Norton s'effondre en pleurs et Ali, d'habitude porté sur la vantardise et la fanfaronnade en fin d'affrontements, se contente de sourire timidement à la presse. À la suite de ces résultats mitigés, le titre de meilleur boxeur de l'année lui fut ravi par sa plus prestigieuse victime, George Foreman, qui accomplit un retour éclatant contre Ron Lyle.
Cette même année 1976, Mohamed Ali se rend au Japon pour combattre le catcheur Antonio Inoki. Selon les conditions du combat, tenues secrètes, Inoki n'avait pas le droit de frapper au visage avec les pieds ; il n'était autorisé à frapper avec les jambes que dans les membres inférieurs. Le catcheur a donc passé la quasi-totalité du combat à se jeter au sol, cherchant à faucher les jambes d'Ali en envoyant des low kicks, empêchant ainsi son adversaire de développer sa boxe. Ces coups ont causé des blessures sérieuses à Ali, qui perdit beaucoup de sa mobilité au niveau des jambes. À l'issue de ce combat, prototype des arts martiaux mixtes perçu comme une opération publicitaire, il y eut égalité entre les deux combattants.
Vieillissant, Ali retourne au rythme « habituel » des champions, de deux combats par an. En 1977, il réussit à conserver son titre contre Alfredo Evangelista et Earnie Shavers qui le malmena particulièrement. Trop préoccupé à perdre du poids, il ne se concentre plus sur son entraînement.

#### Perte et troisième reconquête du titre
Mohamed Ali perd finalement son titre le 15 février 1978, à 36 ans, contre le champion olympique 1976 Leon Spinks, dont c'était seulement le huitième combat professionnel. Il gagne la revanche comme à son habitude, devenant ainsi champion du monde poids lourds pour la troisième fois. Conscient de son déclin athlétique, il prend sa retraite le 27 juin 1979 pensant que les titres WBA et WBC, divisés à la suite du refus de Spinks de combattre Ken Norton, seraient réunifiés. Il n'en sera rien (il faudra attendre que Mike Tyson le réunifie en 1987) et Ali accepte l'offre de Don King d'affronter Larry Holmes, son ancien sparring partner devenu champion WBC.

#### Fin de carrière

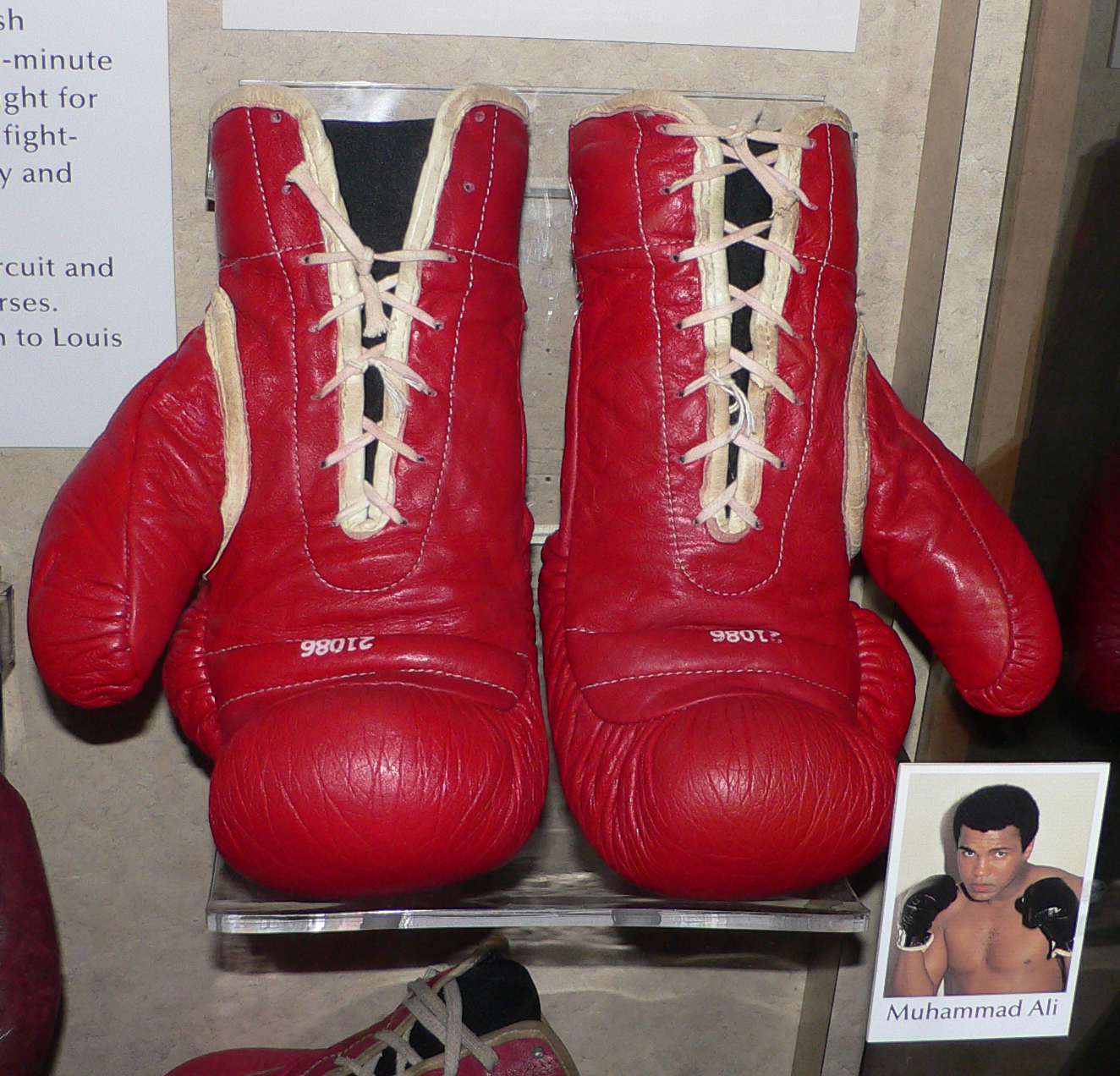
Une paire de gants de boxe de Mohamed Ali exposée au musée national d'histoire américaine à Washington, D.C. (2008).

Le 2 octobre 1980, à la recherche d'un nouveau record en tant que seul boxeur à gagner le titre en poids lourds quatre fois, il perd avant la limite pour la seule fois de sa carrière, lorsqu'Angelo Dundee refusa de le laisser reprendre le combat au 11e round. Le combat contre Holmes, organisé comme « The Last Hurrah », est considéré avec dédain par de nombreux fans et experts car nombre d'entre eux ont vu une « version amoindrie » d'Ali. Holmes était le partenaire d'entraînement d'Ali et, pour cette raison, certains virent le résultat de ce combat comme un « passage de témoin », un combat de trop semblable à ceux de Rocky Marciano contre Joe Louis ou de Larry Holmes contre Mike Tyson. Holmes admettra même par la suite que, bien qu'il dominât le combat, il retenait un peu ses coups par pur respect pour son idole et ancien employeur.
Malgré l'apparent caractère définitif de sa défaite contre Holmes, ainsi que sa condition physique suspecte, Ali boxera encore une fois : le 11 décembre 1981, il affronte en effet le challenger en pleine ascension et futur champion Trevor Berbick dans ce qui fut dénommé The Drama in the Bahamas. Ali étant alors vu comme un boxeur diminué, peu de salles américaines témoignèrent de l'intérêt pour ce combat et peu de fans montrèrent d'enthousiasme à s'y rendre ou à le regarder. Comparé aux combats qu'Ali avait disputés plus tôt dans sa carrière dans des endroits renommés, le match eut finalement lieu dans une quasi-indifférence à Nassau. Il fait une prestation légèrement meilleure que celle offerte contre Holmes quatorze mois auparavant mais perd néanmoins par décision unanime à la dixième reprise au profit de Berbick qui, à 27 ans, était de douze ans son cadet.

## Style
Mohamed Ali a un style peu commun pour un boxeur poids lourds. Il tient généralement les mains le long de son corps, plutôt qu'en position haute pour protéger son visage et est ainsi rarement en position de garde classique, faisant confiance à ses réflexes ainsi qu'à son allonge exceptionnelle (2,10 m d'envergure) pour esquiver les coups de son adversaire. Là où il fut un poids lourd hors du commun, c'est dans son jeu de jambes avec des déplacements souples, fluides, concentré, précis, et dans ses coups rapides et puissants à la fois, qu'il résumait par la formule : 

« voler tel un papillon, piquer telle une abeille. »

## Maladie de Parkinson et mort

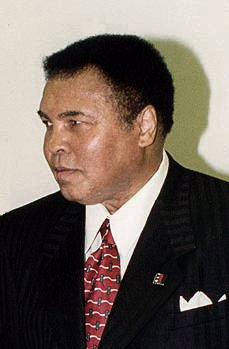
Mohamed Ali aux Jeux olympiques d'Atlanta (1996).

Ali a été diagnostiqué de la maladie de Parkinson en 1984, à l'âge de seulement 42 ans ; par la suite, ses fonctions motrices commencèrent à décliner lentement. Sa conversion officielle à l'islam sunnite et sa prise de distance avec l'historique Nation of Islam expliquent en partie son retour en grâce aux États-Unis[réf. nécessaire] où il fut accueilli à la Maison-Blanche par Gerald Ford et médaillé par George H. W. Bush.
En 1985, on lui demanda de négocier la libération de ses compatriotes enlevés au Liban [réf. nécessaire]. En 1990, à la veille de la guerre du Golfe, il se rend à Bagdad et rencontre Saddam Hussein, auprès de qui il plaide pour la paix et lui demande en vain de ne pas étendre le conflit. Il obtient néanmoins la libération de 15 de ses compatriotes capturés par l'Irak au cours de l'opération Bouclier du désert. La popularité de Mohamed Ali dans le tiers monde servira la propagande du régime baasiste irakien.
Le 19 juillet 1996, il allume la vasque olympique à Atlanta, exposant alors devant des centaines de millions de téléspectateurs du monde entier l'état dans lequel il se trouve compte tenu de la maladie de Parkinson qui l'affecte, soulevant également une grande vague d'émotion parmi les spectateurs dans le stade, qui ont la surprise de le voir apparaître à la fin de la cérémonie d'ouverture des Jeux du centenaire. Durant les mêmes Jeux, le président du CIO Juan Antonio Samaranch lui remet une nouvelle médaille d'or pour remplacer celle qu'il avait gagnée en 1960 et qu'il avait jetée dans l'Ohio parce qu'on refusait de le servir dans un restaurant à cause de sa couleur de peau. Selon L'Équipe, cela est pure légende et Ali aurait reconnu avoir tout simplement égaré sa médaille.
En 2002, Il obtient son étoile sur Hollywood Boulevard. Alors que les étoiles des stars sont traditionnellement sur le sol du Walk of Fame, la sienne est la seule à être incrustée dans un mur du Kodak Theater, au 6801, où se déroule la cérémonie des Oscars du cinéma. En effet, Ali avait déclaré au comité chargé de l'attribution des étoiles : « Je ne veux pas que les gens marchent sur le nom du Prophète. »,.
En 2012, Mohamed Ali assiste à la cérémonie d'ouverture des Jeux olympiques d'été à Londres, où il tient symboliquement le drapeau olympique ; il s'agit d'une de ses dernières apparitions publiques. L'ancien champion apparaît pour la dernière fois en public, en avril 2016, à Phoenix, à l'occasion d'un dîner de charité visant à recueillir des fonds pour la recherche contre la maladie de Parkinson.
Après avoir été hospitalisé à deux reprises (fin 2014 et début 2015), pour une pneumonie et une infection urinaire, Ali est hospitalisé le 2 juin 2016 pour des problèmes respiratoires, à l'HonorHealth Scottsdale Osborn Medical Center de Scottsdale dans la banlieue de Phoenix. Il meurt dans cette clinique le lendemain, dans la soirée, à l'âge de 74 ans, après avoir lutté pendant 32 ans contre la maladie de Parkinson. Ses obsèques ont lieu les 9 juin 2016 et 10 juin 2016 au Cave Hill Cemetery à Louisville dans le Kentucky. Son cortège funèbre a parcouru les rues de la ville avant l'inhumation dans l'intimité familiale.

## Vie privée
Mohamed Ali a eu neuf enfants avec cinq femmes : Maryum née en 1968, Jamillah et Rasheda nées en 1970 et Muhammad Ali Jr. né en 1972 (avec Khalilah Ali), Miya née en 1972 (avec Patricia Harvell), Khaliah née en 1974 (avec Wanda Bolton), Hana née en 1976 et Laila née en 1977 (avec Veronica Porché). Laila pratique elle aussi la boxe et présente, par ailleurs, le jeu télévisé American Gladiators.
Il a également adopté un garçon appelé Asaad Amin en 1986 qui était alors âgé de cinq mois (avec Yolanda Williams).
Même après sa conversion à l’islam, il venait occasionnellement avec son père aux services de l’église baptiste missionnaire du roi Salomon de Louisville et a soutenu des projets sociaux de l’église.

## Divers
- L'équipe qui encadrait Mohamed Ali s'appelait l'Ali Army.
- Ali donnait un surnom à presque tous ses adversaires : Liston fut surnommé l'ours noir ; Floyd Patterson le lapin ; Foreman sera qualifié de momie et Frazier de gorille[91].
- En 1963, six mois avant son championnat du monde contre Sony Liston, il enregistre l'album I Am the Greatest[92] ; l'année suivante, sa version de Stand by Me (extraite de l'album), est publiée en 45 tours[93].
- En 1975, le champion publie son autobiographie sous le titre The Greatest: My Own Story (en).
- En 1977, il joue son propre rôle dans le film de Tom Gries et Monte Hellman The Greatest, adaptation cinématographique de son livre autobiographique.
- Le magazine L'Équipe le désigne, en 2000, comme 2e plus grand champion sportif du XXe siècle derrière Pelé[94].
- Le 21 janvier 2009, il participe à la cérémonie d'investiture de Barack Obama.
- Le 11 mars 2024, la WWE annonce son introduction au WWE Hall of Fame pour son implication en tant qu'arbitre spécial lors du match par équipe entre l'équipe de Hulk Hogan & Mr. T contre celle de "Rowdy" Roddy Piper et Paul Orndoff, lors du premier Wrestlemania. Il a également participé à un match contre la légende du catch japonais, Antonio Inoki, en 1976[95].

## Filmographie
- 1962 : Requiem pour un champion de Ralph Nelson. Il joue son propre rôle dans ce film de fiction sur la boxe; apparaissant assez brièvement dans le pré-générique, au cours d'un combat, où il met K.O. le personnage principal Mountain Rivera interprété par Anthony Quinn.
- 1974 : Muhammad Ali, the Greatest de William Klein.
- 1977 : Le Plus Grand de Tom Gries et Monte Hellman, œuvre de fiction, portrait de Mohamed Ali (Ali jouant son propre rôle), Ernest Borgnine, Robert Duvall, Arthur Adams.
- 1996 : When We Were Kings, un film documentaire de Leon Gast sur Mohamed Ali tourné en 1974, pendant la période du combat The Rumble in the Jungle contre George Foreman.
- 2001 : Ali de Michael Mann, avec Will Smith dans le rôle-titre.
- 2010 : Voir Ali, documentaire de Martin Guérin[96].
- 2013 : Muhammad Ali's Greatest Fight par Stephen Frears.
- 2020 : One Night in Miami... de Regina King, avec Eli Goree dans le rôle.
- 2021 : Mohamed Ali mini-série documentaire en quatre parties d'une durée totale de 7 h 25 min réalisée par Ken Burns, sortie aux États-Unis le 19 septembre 2021, diffusée sur la chaîne Arte les 12 janvier 2022 et 13 janvier 2022[97].
- 2023 : Big George Foreman de George Tillman Jr., avec Sullivan Jones dans le rôle d'Ali

## Ressource radiophonique
- 2018 : Mohamed Ali, combats, Grande Traversée de 5 documentaires d'une durée totale de 9 h 0 min, conçue par Judith Perrignon et diffusée sur France Culture du 16 au 20 juillet 2018.